# Nice & Smooth
Nice & Smooth est un groupe de hip-hop américain, originaire du Bronx, dans l'État de New York, actif entre 1988 et 1998. Le duo compte un total de quatre albums entre la fin des années 1980 à la fin des années 1990. Le duo est connu pour ses rimes humoristiques et ses hooks. Ils sont régulièrement apparus en featuring sur plusieurs albums, comme ceux des Beatnuts, de Large Professor, de Gang Starr, de Tony Touch, entre autres. Tupac Shakur tente également[Quand ?] de les faire signer sur son label Makaveli, et enregistre même une chanson avec eux sur son album One Nation.

## Biographie
Le groupe est formé par Gregg Nice (né Gregg Mays) et Smooth Bee (né Daryl Barnes). Leur première apparition est une collaboration sur la chanson Pimpin Ain't Easy de Big Daddy Kane sur son album, It's a Big Daddy Thing en 1989. La même année, le groupe publie son premier album homonyme Nice and Smooth qui atteint la 76e place des R&B Albums. Nice & Smooth se font connaître sur la scène hip-hop new-yorkaise avec leur titre Sometimes I Rhyme Slow... (samplant la chanson Fast Car de Tracy Chapman et traitant de la pauvreté, du SIDA et de la drogue)[réf. nécessaire]. À l'été 1992, le clip de la chanson connaît un fort succès, notamment grâce à sa diffusion sur MTV. Ils sortent ensuite un second tube, Hip-Hop Junkies (samplant le titre I Think I Love You de la Partridge Family).
Ils publient leur second album Ain't a Damn Thing Changed le 3 septembre 1991. À cette période, sous-estimé par la presse spécialisée, l'album atteint 141e place du Billboard 200. Le 28 juin 1994, le groupe publie son troisième album, Jewel of the Nile qui atteint la 66e place du Billboard 200.
Smooth B écrit des rimes pour Bobby Brown pour ses albums King of Stage et Don't Be Cruel. En 2005, il publie un single intitulé Game Over, produit par DJ Premier.

## Discographie

### Albums studio
- 1989 : Nice and Smooth
- 1991 : Ain't a Damn Thing Changed
- 1994 : Jewel of the Nile
- 1997 : IV : Blazing Hot

### Singles
- 1987 : Dope on a Rope[9]
- 1989 : More & More Hits
- 1990 : Funky for You
- 1991 : Cake & Eat It Too
- 1991 : Hip Hop Junkies
- 1991 : How to Flow
- 1992 : Sometimes I Rhyme Slow
- 1994 : Old to the New
- 1994 : Return of the Hip Hop Freaks
- 1997 : Blazin Hot
- 1997 : Let It Go